# Надир, Манзур
Манзур Надир (англ. Manzoor Nadir; род. 14 ноября 1955) — гайанский государственный и политический деятель. С 2001 по 2011 год работал министром труда, а с сентября 2020 года является спикером Национальной ассамблеи Гайаны.

## Биография
Родился в Джорджтауне 14 ноября 1955 года. Имеет степень магистра экономики Манчестерского университета и степень бакалавра коммерции Альбертского университета. По профессии является экономистом.
В 1992 году был впервые избран в Национальную ассамблею. С 2001 по 2011 год занимал должность министра труда Гайаны. В 2001 году стал лидером партии «Объединенные силы» и проработал на этой должности до 2011 года. 1 сентября 2020 года был избран спикером Национальной ассамблеи без конкурса, сменив на этой должности Бартона Скотланда. Заместителем спикера стал Ленокс Шуман.